# Daewoo K3
Daewoo K3 je južnokorejska laka strojnica i treće moderno oružje kojeg je razvila domaća Agencija za razvoj obrambenih tehnologija (nakon strojnice K1 i automatske puške K2). Daewoo K3 je temeljen na belgijskom FN Minimiju i američkom M249.

## Karakteristike
Daewoo K3 je laka strojnica kalibra 5.56 mm koja je nalik FN Minimiju. Lakša je od konkurentske strojnice M60 te ovisno o potrebama, može biti opremljena dvonošcem ili tronošcem. Također, kompatibilna je s okvirima od K1A i K2. Na cijev je postavljena ručka radi što bržeg i jednostavnijeg mijenjanja cijevi.

## Inačice
- XK3:: eksperimentalni prototip.
- K3: standardna inačica namijenjena masovnoj proizvodnji.
- K3Para: skraćena inačica K3 s manjim promjenama.

## Korisnici
Za potrebe testiranja, jedan primjerak K3 je 2006. godine dan Južnoafričkoj Republici dok su iste godine dva primjerka dostavljena Tajlandu. Međutim, niti jedna od tih dviju zemalja nije se na kraju odlučila za nabavu tih lakih strojnica.
- Južna Koreja[3][4]
- Fidži[3][5]
- Filipini:[3] na Filipinima je 2007. izbio skandal jer su se tamošnje oružane snage prvotno odlučile za FN Minimi umjesto korejskog K3 i singapurskog Ultimaxa 100. Tamošnji program modernizacije vojske bio je kritiziran jer se prednost davala zapadnom FN Herstalu umjesto azijskim proizvođačima.[6] Međutim, filipinska vojska je u konačnici promijenila odluku te se odlučila za kupovinu 5.883 K3 strojnica i 603 Kia KM450 kamiona. Oni su zajedno predstavljeni javnosti 18. veljače 2008.[7]
- Gvatemala[8]
- Indonezija:[3] za potrebe specijalnih jedinica Komando Pasukan Katak (Kopaska) i Komando Pasukan Khusus (Kopassus),[9] najprije je 2006. nabavljeno 110 K3 strojnica a dodatne 803 strojnice 2011. godine.[2][10]
- Kolumbija:[3] 2006. godine je nabavljeno 400 strojnica.[2]

## Vidjeti također
- FN Minimi
- Heckler & Koch MG4